# Kennedia coccinea
Kennedia coccinea är en ärtväxtart som beskrevs av Étienne Pierre Ventenat. Kennedia coccinea ingår i släktet Kennedia och familjen ärtväxter. Inga underarter finns listade i Catalogue of Life.

## Bildgalleri

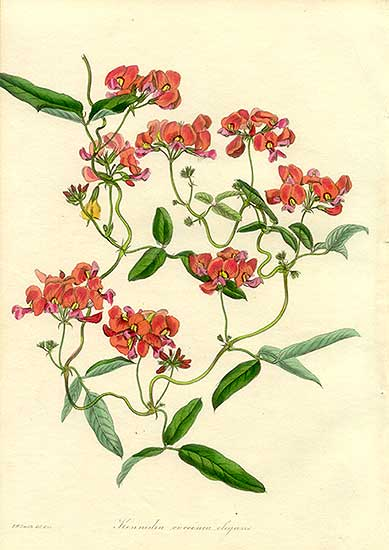